# Porites evermanni
Porites evermanni är en korallart som beskrevs av Vaughan 1907. Porites evermanni ingår i släktet Porites och familjen Poritidae. IUCN kategoriserar arten globalt som otillräckligt studerad. Inga underarter finns listade i Catalogue of Life.